# 出击陇东战役
出击陇东战役是1947年5月底，胡宗南部对陕甘宁边区发起重点进攻，西北野战兵团取得陕北三战三捷后，主动陇东打击青马、宁马部队的作战。

## 战前
1947年3月下旬，胡宗南部攻占延安后，中共中央机关转战陕北，彭德怀指挥西北野战兵团以运动战伏击分进孤立的胡部，取得了陕北三战三捷，转入安塞休整部队。
西北行辕副主任马步芳、马鸿逵所部整编第81、整编第82、整编第18师，乘西北野战兵团主力在陕北与西安绥靖公署主任胡宗南所部作战之机，蚕食陕甘宁边区的陇东，占去庆阳、合水、环县及盐池等城镇。
1947年春，陕甘宁边区军民主动撤离延安城和所有县城。陇东分区、三边分区、关中分区与华池、庆阳、环县、曲子、合水、镇原、志丹、黄陵、正宁、宁县、定边、靖边等地的党政领导机关，以及延安大学和边区政府的一些机关单位转移到子午岭西侧的南梁根据地。

## 经过
5月21日安塞真武洞祝捷大会之后，司令员兼政委彭德怀、副政委习仲勋率领西北野战兵团从安塞地区分左中右三路西进。
5月29日，各路发起进攻：
- 第二纵队和教导旅向合水县城的整编第82师第8旅重武器营发起进攻；5月31日，庆阳、宁县的国民党军增援合水县城，第二纵队于当天下午撤出战斗。
- 新编第四旅向悦乐的整编骑兵第二旅第三团进攻；生俘整编骑兵第二旅少将副旅长陈应泉、上校团长汪韬。
- 第一纵队向蒋台的整编第81师六十旅一七九团发起进攻。至30日上午，全歼守军，生俘上校团长马奠邦。

6月14日，西北野战兵团集中兵力进攻环县县城。15日扫清外围据点，16日中午逼近城区，将守军包围，17日晨发起总攻。守军整编第81师弃城向东北方向撤逃，西北野战部队乘胜追击，歼其大部。使华池、环县、曲子、庆阳、合水等陇东广大地区重新获得解放。
6月25日西北野战兵团由环县隐蔽北进，30日收复环县、定边，7月2日收复安边，7日攻占盐池。马步芳、马鸿逵部主力西撤，战役结束。

## 战后及影响
此役，共毙伤俘国民党军4700余人。